# Yushania maling
Yushania maling är en gräsart som först beskrevs av James Sykes Gamble, och fick sitt nu gällande namn av Radha Binod Majumdar och Saravanam Karthikeyan. Yushania maling ingår i släktet yushanior, och familjen gräs. Inga underarter finns listade i Catalogue of Life.